# Oriental Mindoro
Oriental Mindoro is een provincie van de Filipijnen. Het maakt deel uit van regio IV-B (MIMARO). De provincie beslaat het oostelijke deel van het eiland Mindoro. De hoofdstad van de provincie is Calapan. Bij de census van 2015 telde de provincie ruim 844 duizend inwoners.

## Geschiedenis
Op 13 juni 1950 werd Oriental Mindoro een eigen provincie.

## Geografie

### Topografie
Oriental Mindoro ligt op zo'n 15 kilometer van de zuidwestkust van Luzon op de oostkant van het eiland Mindoro. De andere provincie van het eiland is Occidental Mindoro. Het totale landoppervlakte van de provincie is 4364,7 km². Van de 128 eilanden waaruit de provincie bestaat hebben er 39 een naam.

### Bestuurlijke indeling
Oriental Mindoro bestaat uit één stad en 14 gemeenten

#### Stad
- Calapan

#### Gemeenten
| - Baco - Bansud - Bongabong - Bulalacao - Gloria - Mansalay - Naujan | - Pinamalayan - Pola - Puerto Galera - Roxas - San Teodoro - Socorro - Victoria |

Deze gemeenten zijn onderverdeeld in 426 barangays.

## Demografie
Oriental Mindoro had bij de census van 2015 een inwoneraantal van 844.059 mensen. Dit waren 58.457 mensen (7,4%) meer dan bij de vorige census van 2010. Ten opzichte van de census van 2000 was het aantal inwoners gegroeid met 162.241 mensen (23,8%). De gemiddelde jaarlijkse groei in die periode kwam daarmee uit op 1,38%, hetgeen lager was dan het landelijk jaarlijks gemiddelde over deze periode (1,72%).

De bevolkingsdichtheid van Oriental Mindoro was ten tijde van de laatste census, met 844.059 inwoners op 4238,38 km², 199,1 mensen per km².

## Economie
De belangrijkste producten van Oriental Mindoro zijn palay, kokosnoot, koffie en abaca. Daarnaast wordt in de provincie veel van het vlees voor Metro Manilla geproduceerd. Andere bronnen van inkomsten zijn de productie van marmer en de huisindustrie.
Oriental Mindoro is een relatief arme provincie. Uit cijfers van het National Statistical Coordination Board (NSCB) uit het jaar 2003 blijkt dat 44,3% (13.813 mensen) onder de armoedegrens leefde. In het jaar 2000 was dit nog 48,9%. Daarmee staat Oriental Mindoro 27e op de lijst van provincies met de meeste mensen onder de armoedegrens. Van alle 79 provincies staat Oriental Mindoro 26e op de lijst van provincies met de ergste armoede..